# Angel (værktøj)
 For alternative betydninger, se Angel (flertydig). (Se også artikler, som begynder med Angel)
Angel, den del af et stykke værktøj der sidder inde i skaftet og som holder værktøjet fast til dette; angel findes på bl.a. sav, fil, bor, og stemmejern, m.fl. modsat dølle.
Etymologi: Oldnordisk ongull, fra fransk angle (af latin angulus, vinkel); fra græsk angkriston, medekrog (indgår også som -angel i rektangel, triangel m.fl.).